# Joartigasia ruficaudis
Joartigasia ruficaudis är en tvåvingeart som beskrevs av Hermann 1912. Joartigasia ruficaudis ingår i släktet Joartigasia och familjen rovflugor.
Artens utbredningsområde är Peru. Inga underarter finns listade i Catalogue of Life.